# Bataille de Ponza (1435)
Pour les articles homonymes, voir Bataille de Ponza.
La bataille de Ponza est une bataille navale livrée près de l'île de Ponza le 5 août 1435. Elle oppose une flotte aragonaise commandée par Alphonse V d'Aragon à une flotte génoise commandée par Biagio Assereto (it). Les Génois ont pour objectif de venir en aide à la ville de Gaeta, assiégée par le roi d'Aragon. Les Aragonais sont vaincus et doivent déplorer la perte de 11 galères et la capture d'Alphonse V d'Aragon et de ses frères Jean II de Navarre et Henri d'Aragon (en).

## Conflit
À la mort sans descendance de Jeanne II de Naples, René d'Anjou s'est présenté comme le successeur naturel au trône de Naples mais Alphonse V d'Aragon voulait aussi le trône, après avoir été adopté par la reine.
Commence alors une guerre de succession entre la maison d'Aragon et la maison d'Anjou. À ce stade critique, René est capturé et emprisonné dans le duché de Bourgogne et Alphonse V ne perdit pas de temps pour remuer ses partisans dans le royaume de Naples, tandis que lui-même a navigué de Sicile avec une grande flotte pour assiéger Gaeta.